# Storia dell'ostetricia

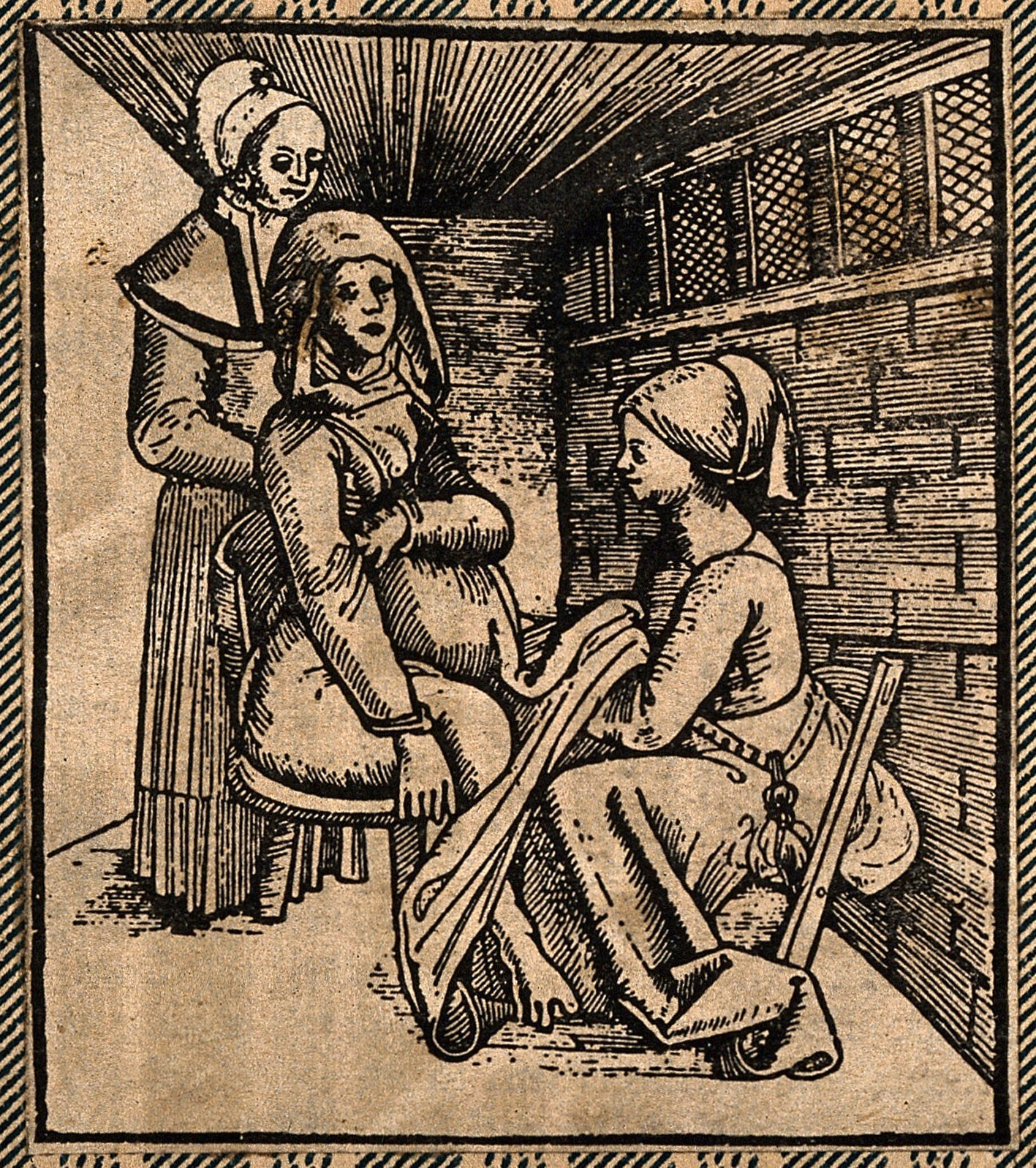
Una donna seduta su uno sgabello partorisce aiutata da un'ostetrica, incisione su legno medievale

La pratica ostetrica getta le sue radici in un passato molto remoto. Sin dall'antichità, infatti, era risaputa la necessità di persone qualificate in grado di assistere le partorienti durante il travaglio. Questa assistenza alla nascita, pur richiedendo una specifica esperienza ed arte, veniva esercitata da donne senza alcuna competenza medica, ma che si avvalevano di nozioni tramandate da altre.
Il nome di ostetrica deriva dal latino ob-stetrix, e cioè "stare davanti" (alla partoriente).
Il compito dell’ostetrica non è esclusivamente quello di assistere la donna durante il parto, ma anche quello di curarla nelle sue problematiche di gestazione.

## Antichità

### Antica Grecia
Poco si conosce della ginecologia in epoca greca, in cui l’arte ostetrica veniva praticata sia dalle levatrici sia dai medici, che traevano insegnamenti sia dall’Asia Minore sia dall’Egitto ed esercitavano le loro funzioni nei templi, specialmente quelli dedicati a Ilizia, Venere e Esculapio. Di particolare importanza erano tali divinità, difatti in scene tratte dall'antica mitologia le dee erano presenti durante il parto. Ben presto, però, Ippocrate gettò le basi della medicina scientifica, e anche l’ostetricia acquistò lo statuto di arte medica; molti studi ginecologici vengono infatti discussi negli stessi scritti ippocratici e vi si fa riferimento nel suo Giuramento, che recita “Non darò mai alla donna dei pessari per produrre un aborto”. Lo scritto Sui disturbi delle donne, incluso nel Corpus Hippocraticum, viene considerato come il primo trattato di ginecologia.
Un ulteriore contributo alla pratica ginecologica fu dato dalla scuola anatomica di Alessandria d’Egitto, in cui Erofilo ed Erasistrato erano impegnati nell’istruzione medico-scientifica delle ostetriche. Questa scuola fu frequentata da molti medici, i quali stabilendosi poi a Roma, diffusero le nozioni apprese.

### Antica Roma

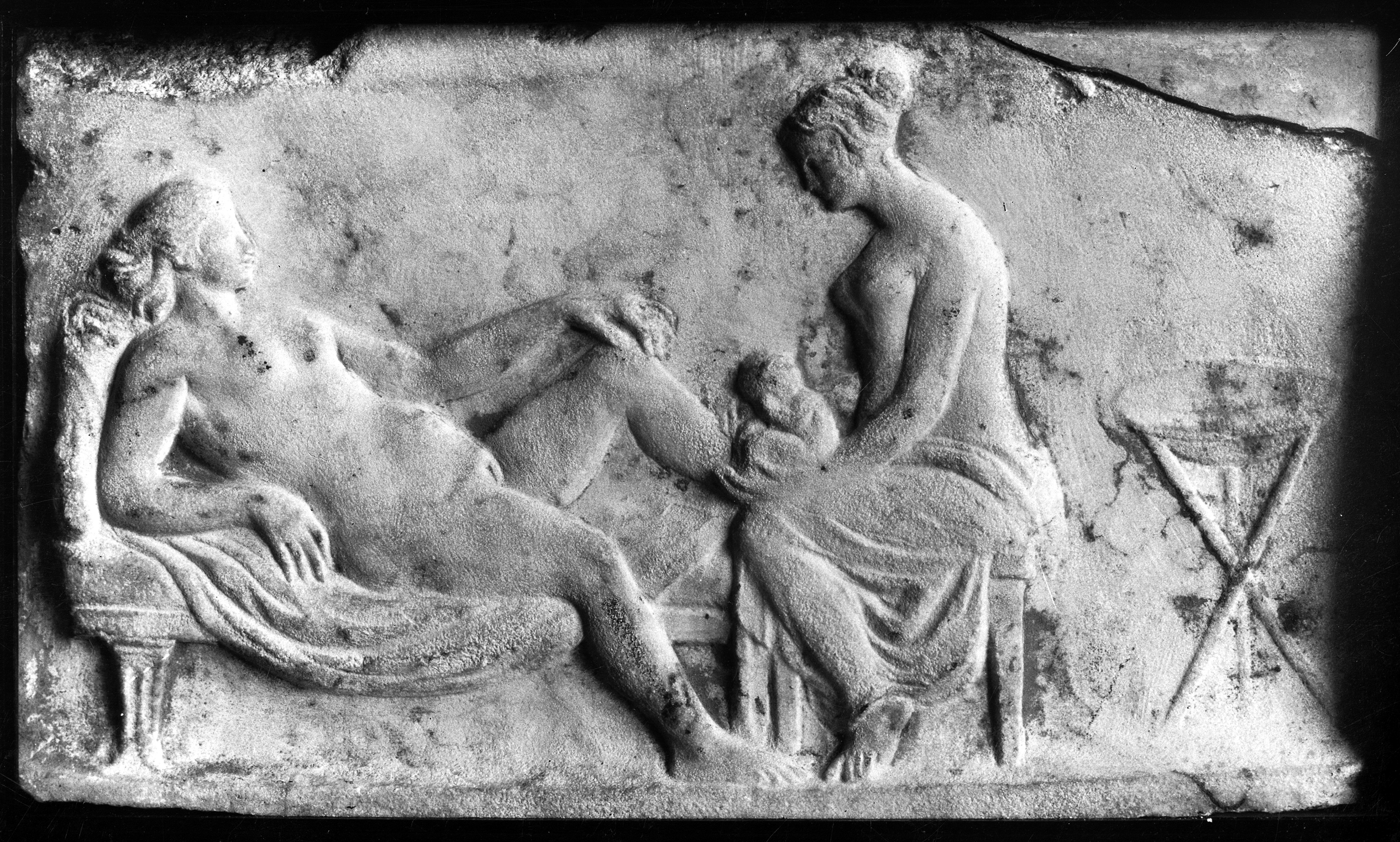
Antico rilievo romano rappresentante un'ostetrica

La medicina a Roma fa inizialmente riferimento alla cultura medica etrusca, sebbene il contributo più grande fu dato dai medici provenienti dalla Grecia e da Alessandria d’Egitto. L’ostetricia e anche parte della ginecologia erano di solito affidate alle ostetriche, le quali acquistarono, come testimonia Plinio, tanta considerazione da essere poi chiamate medicae, e divenire quasi una classe a parte. Durante il VII secolo, ai tempi di Numa Pompilio, venne istituita una nuova legge che sanciva l’obbligo di effettuare il taglio cesareo post-mortem, nell’estremo tentativo di salvare il feto. Col nome di "Cesoni" o "Cesari" si chiamavano coloro che erano nati dal taglio cesareo post-mortem, "Agrippi" quelli che nascevano in posizione podalica. A Roma, inoltre, si dava moltissima importanza alla maternità, tanto che l’ostetrica seguiva madre e bambino anche nel post-partum.
Inizialmente le ostetriche si formavano da autodidatte sui testi di Celso e Galeno e solo in epoca imperiale cominciarono a frequentare "Scuole per Ostetriche", in cui insegnavano non solo matrone ma anche e soprattutto medici. Ciò è documentato nell’opera Gynaikeia di Sorano di Efeso, considerato il fondatore della ginecologia e dell’ostetricia. Sorano descrive la cura prenatale, il parto e i casi particolari in cui il nascituro non si presentava nelle posizioni più consone, in più dava una serie di consigli sul come procedere durante la gestazione.
Ancora, descrive l’azione dei rudimentali ma importanti mezzi abortivi e contraccettivi da usare nel caso in cui la gravidanza mettesse in pericolo la vita della madre. Il testo ebbe uno straordinario impatto sulla letteratura medica del periodo tardo antico, tanto che venne tradotto e rielaborato da diversi autori, tra cui Mustione. La sua opera prende il nome di Ginaecya e differisce dall’originale perché indirizzata ad un pubblico meno colto e dunque priva di digressioni teoriche e termini medico-scientifici. Ma la caratteristica peculiare del testo è quella di essere accompagnato da illustrazioni ed immagini relative all’arte ostetrica.

## Medioevo

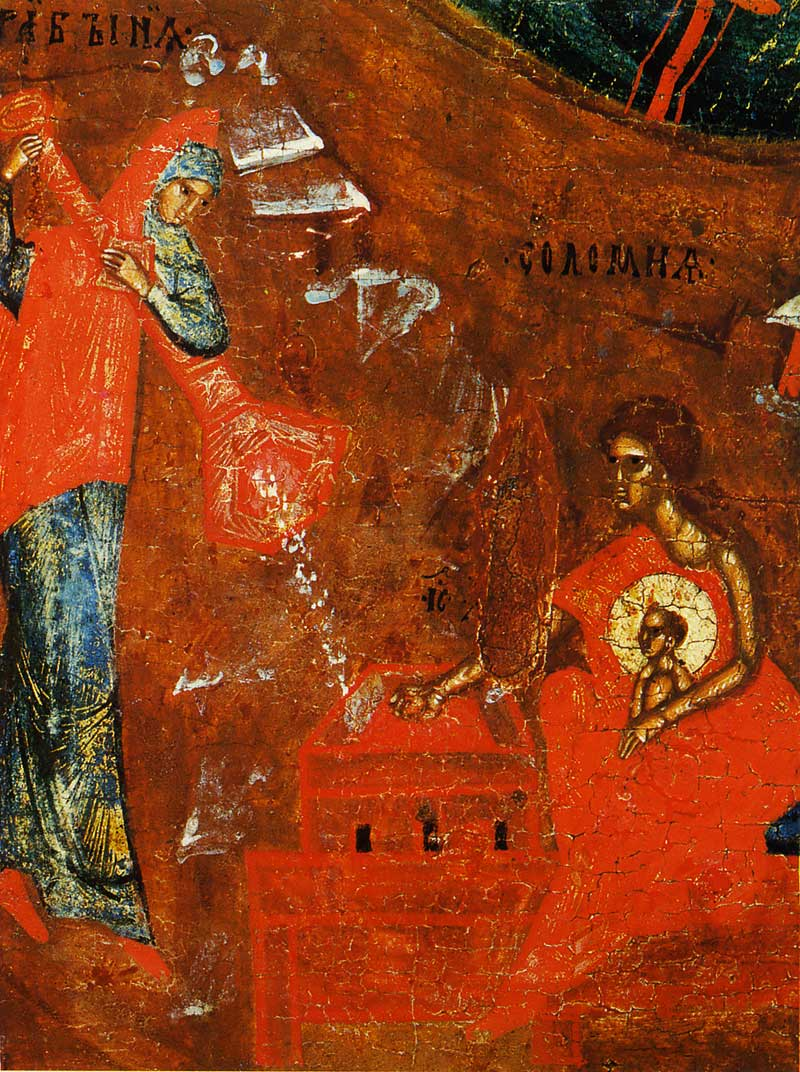
Affresco dell'ostetrica Salomè

Gli studiosi del Medioevo, che si sono occupati del parto, hanno indicato l’ostetrica come il principale riferimento per la partoriente, colei che si differenzia dalle altre figure femminili presenti durante il travaglio. Le levatrici, infatti, vengono inserite anche nella rivisitazione della natività e del parto della Vergine Maria, tramandata dal testo dello Pseudo-Matteo. Nel racconto Maria entra nella grotta accompagnata da due levatrici, Zahel e Salomè; ciò attesta sin dall'antichità l'importanza e la necessità della presenza delle ostetriche durante il parto. La loro rilevanza è testimoniata anche dal fatto che furono onorate da principi e potenti, ma allo stesso tempo condannate da questi quando fallivano, e persino accusate di stregoneria e pratiche abortive. Infatti, anche se durante il primo medioevo si ebbe lo sviluppo dei primi ospedali cristiani, la pratica dell’ostetrica era, per la maggior parte delle volte, affidata a donne per lo più incolte e quindi tendenzialmente attratte da magia, superstizione e riti religiosi.
Nell’Occidente, ricordiamo un’opera attribuita ad Alberto Magno, ovvero il De secretis mulierum, che contiene riflessioni sulla fecondazione e considerazioni su gravidanza e parto di chiara matrice greca. In Italia, un personaggio di spicco in questo campo è Michele Savonarola, autore di due trattati di ostetricia, di cui uno per i medici e l’altro rivolto alle stesse donne. Influenzato dalla medicina medievale, Savonarola fa ancora ricorso a misture e decotti, spesso uniti a formule di preghiera talora più simili a riti pagani e espressioni di Fede.

### Medio Oriente
Diverso fu l’apporto della medicina islamica. I medici arabi, specialmente tra l’800 e il 1200, svilupparono un'arte ostetrica molto più avanzata rispetto a quella della restante Europa. Tuttavia, mancando nella medicina araba studi anatomici, proibiti per motivi religiosi, si faceva riferimento agli scritti densi di errori di Paolo D’Egina, chirurgo e ostetrico bizantino. Ma fu Avicenna il medico che diede maggiore importanza alla ginecologia nella medicina islamica: inserì diverse nozioni di tale pratica nel suo Canone della medicina, indicando alcune manovre che furono usate anche nei secoli a seguire.

## Età moderna
Il fiorire di arti e di scienze alla fine del Medioevo ebbe ripercussioni anche sulla medicina, tanto da stravolgere tutto quanto si era accumulato nei secoli precedenti. Per di più l’invenzione della stampa, a metà del XV secolo, permise una più vasta diffusione della cultura medica, che dalle Università giungeva agli ospedali e ai singoli medici.

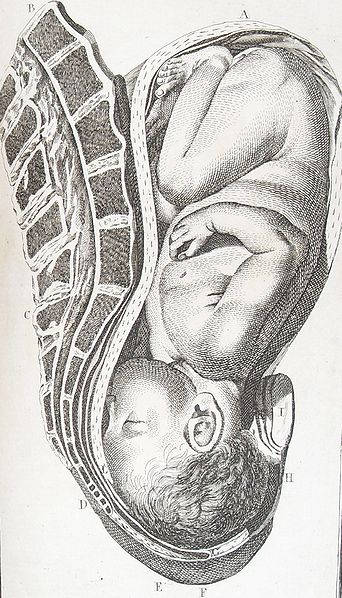
Illustrazione di un parto fisiologico del 1500 circa

### Il Cinquecento
Per quanto riguarda l’ostetricia, il primo e più noto trattato fu Il giardino delle rose delle donne di Eucharius Rösslin. L’opera sintetizzava in modo semplice i punti essenziali dell’ostetricia, basandosi sugli scritti di Ippocrate, Sorano, Galeno, Avicenna, Alberto Magno e Savonarola. Il manualetto ebbe grande successo e fu pubblicato in diverse edizioni, tra cui la più nota è quella inglese di Richard Jones, pubblicata nel 1540 con il titolo The birth of Mankynde or the woman’s booke, che fu il vero manuale delle ostetriche europee per tutto il Rinascimento. Nell'opera sono presenti consigli igienici e di comportamento, si descrive il famoso “sgabello delle ostetriche” e si accenna al cesareo post-mortem. L’utero viene descritto come diviso in sette camere: le tre di destra davano vita al maschio, quelle di sinistra alla femmina, mentre da quella centrale si generavano mostri ermafroditi. Possiamo notare nel libro un crescente interesse per l’anatomia e, in generale, per l’assunzione scientifica.
Una portata ancor più innovativa caratterizza le opere del chirurgo francese Ambroise Paré e del suo allievo Guillelmeau, che ebbe il merito di aver diffuso e perfezionato il rivolgimento e l’estrazione podalica con la tecnica usata fino ai giorni nostri. Egli descrisse inoltre la placenta previa e consigliò di perforarla con le mani, fare il rivolgimento ed estrarre il feto per i piedi. Interessante è anche la sua proposta di verificare lo stato di salute del feto prima di decidere il metodo da utilizzare per risolvere i problemi riguardanti il parto.

### Il Seicento
Nel XVII secolo si assiste alla fondazione della scienza dell'ostetricia per merito soprattutto del francese François Mauriceau (1637-1709).

### Il Settecento
L’Illuminismo fu artefice di un rilevante progresso scientifico e tecnologico, e portò allo sviluppo di una trattatistica medica basata su osservazioni empiriche e riflessioni cliniche. Alcune informazioni sulla storia del parto durante il Settecento ci sono date dagli scavi archeologici di Roccapelago, comune di Pievepelago (MO), grazie ai quali sono stati rinvenuti registri di natalità e mortalità risalenti a questo periodo. Da tali registri è emersa un’alta percentuale di morti infantili, spesso legate a parti gemellari o podalici. Spesso le complicazioni insorte durante la gravidanza o il parto causavano la morte della madre stessa. In questo secolo, infatti, l’introduzione di nuovi strumenti e di tecniche innovative non produsse gli effetti desiderati. Non si era tenuto conto della febbre puerperale: un’infezione batterica, dovuta alla negligenza degli operatori, che uccideva la maggior parte delle madri in seguito al parto.
Nonostante le difficoltà, l’ostetricia di questo secolo trovò la sua massima fioritura in Francia, dove fu coltivata da François Mauriceau e dal suo allievo Paul Portal. Mauriceau, in particolare, è rimasto famoso per una manovra utilizzata durante il parto podalico, che consiste nel girare il bambino e nell’infilare le dita nella sua bocca per tenere in tensione la testa prima di girarlo. In Francia segnò una svolta Angélique du Coudray famosissima sage-femme che fu incaricata, dal re Luigi XV, di formare tutta una nuova categoria di levatrici per ridurre la mortalità femminile e infantile durante i parti. Du Coudray creò un corso di formazione incentrato sulla pratica che durava circa due mesi. Famoso era il suo manichino che per metteva alle future sage-femme di fare pratica. Grazie al suo lavoro di formazione il numero delle morti durante i parti diminuì in modo importante.
Il Settecento segnò anche la nascita di una vera e propria specializzazione medica in ostetricia, sebbene le levatrici si formassero in "scuole" dove dovevano soggiornare per tre mesi e fare pratica sotto la guida di una "maestra". Vi era poi un acceso dibattito riguardo a chi dovesse assistere la donna nel momento del parto: alcuni sostenevano che ad assistere la donna dovevano essere esclusivamente le levatrici, per ragioni legate al pudore; altri invece affermavano che tale compito fosse più adatto ai ginecologi maschi in quanto questi, avendo una maggiore preparazione medica, avrebbero potuto risolvere meglio eventuali complicazioni.

#### Il forcipe

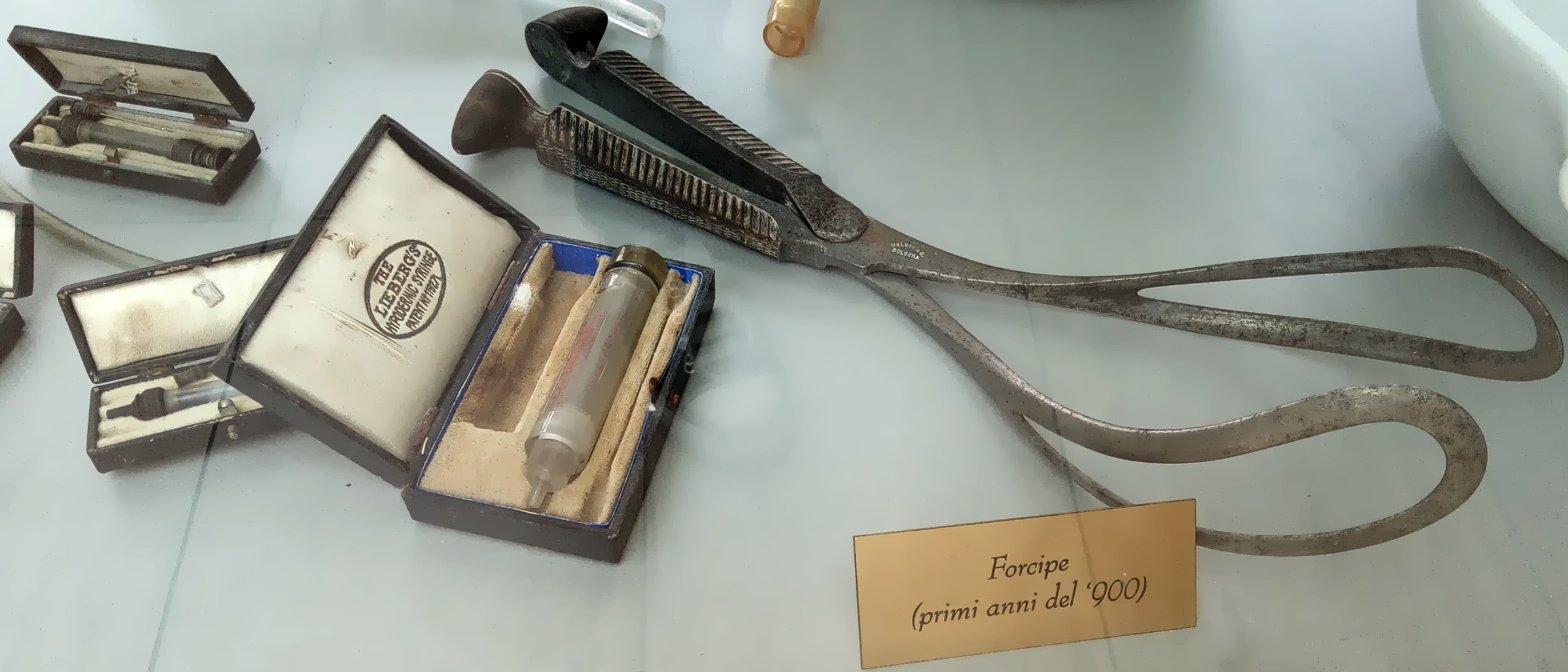
Un forcipe risalente agli inizi del '900

L'invenzione più rilevante di questo secolo, nel campo dell'ostetricia, è stata sicuramente quella del forcipe, strumento introdotto per la prima volta dalla famiglia inglese Chamberlen intorno al 1650. Per molti anni lo strumento fu tenuto segreto dalla stessa famiglia, finché Hugh Chamberlen, nel 1670, decise di svelarlo ufficialmente al governo francese. I forcipi dei Chamberlen erano provvisti di una curva cefalica per avvolgere la testa del bambino ma mancavano della curva pelvica di cui sono forniti i forcipi moderni. Dopo la sua rivelazione, l'utilizzo del forcipe rimase a lungo controverso e destinato soltanto agli ostetrici di sesso maschile, tra cui ricordiamo lo scozzese William Smellie, il quale contribuì a migliorare lo strumento, aggiungendo la curva pelvica e adottando la "chiusura all'inglese", che permetteva di inserire separatamente i bracci nella vagina. Tuttavia, Smellie ricevette le critiche di molte ostetriche inglesi, una delle quali, Elizabeth Nihell, lo accusò di dare un cattivo esempio alle giovani levatrici. Anche lo scozzese William Hunter dimostrò diverse perplessità riguardanti l'utilizzo del forcipe, e raccomandò di usare lo strumento con moderazione e solo in caso di estrema necessità.

## Età contemporanea

### L'Ottocento
Questo secolo raccolse i fermenti dell’Illuminismo e del Razionalismo e concretizzò le precedenti intuizioni, che avevano fatto della medicina una scienza sperimentale, basata sull’esperienza empirica. Anche la ginecologia assunse una più profonda e riconosciuta base culturale e l’ostetricia divenne una sua inscindibile branca. In questo secolo, il medico ungherese Ignaz Philippe Semmelweis scoprì la causa principale e la profilassi della febbre puerperale, che uccideva le gestanti subito dopo la nascita del bambino. Già nel 1847 Oliver Wendel Holmes, ginecologo all’Università di Harvard, aveva segnalato come gli studenti in medicina trasmettessero l’infezione delle donne morte per parto alle gestanti, attraverso le loro visite in corsia, dopo aver effettuato le autopsie.

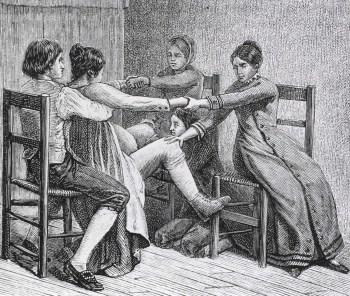
Disegno di un parto nell'800

Semmelweis notò che, nel reparto di Vienna, il tasso di infezioni puerperali fra le donne curate dalle sole ostetriche era più basso rispetto a quello delle donne frequentate da studenti di medicina. Sulla base di queste affermazioni, egli ritenne che la febbre fosse dovuta a materiali in putrefazione o a lacerazioni e infezioni dell’utero o della cervice trasmesse per mezzo degli studenti. Prescrisse quindi la pulizia delle mani, lavandole con clorina e cloruro di calcio, oltre che dei letti e dei pavimenti. Nonostante l’esattezza della sua intuizione, il medico ungherese fu osteggiato dalla maggior parte dei suoi colleghi, tra cui anche il patologo Virchow. Fu poi Pasteur a dimostrare la causa batterica della setticemia puberale, nel 1864.
Inoltre nel XIX secolo la ginecologia trovò dei progressi nel campo della chirurgia e il ginecologo divenne medico e chirurgo della genitalità femminile, mentre l’ostetrica rimase nel ruolo di “levatrice”. In questo periodo ci fu anche un grande sviluppo dell’anestesia: si diffuse l’uso di etere, protossido di azoto e cloroformio, molto più efficaci dell’oppio, usato nei secoli precedenti. Il primo che fece uso di questo tipo di anestesia (in particolare del cloroformio) in ostetricia fu un professore di ginecologia di Edimburgo, James Young Simpson; egli presentò i suoi risultati in un articolo dal titolo Discovery of a new anaesthetic agent, more efficient than solphuric ether. Tale metodo anestetico fu applicato dal primo anestesista della storia, John Snow, durante il travaglio della regina Vittoria, per la nascita del suo ottavo figlio, nel 1853.

#### Il taglio cesareo
Il termine "cesareo" non deriva, come molti ritengono, da Giulio Cesare, bensì dal verbo latino caedere, che significa letteralmente "tagliare". Le origini di questa pratica risalgono a tempi antichissimi. Secondo la mitologia greca, Apollo si innamorò della ninfa Coronide, la quale dopo averlo tradito con un mortale venne fatta uccidere dalla sorella del Dio, Artemide. Quando Apollo si rese conto che con lei sarebbe morto anche il figlio che portava in grembo, con un violento gesto le tagliò il fianco e tirò fuori il bambino. Così, secondo una versione letteraria, nacque Asclepio, il dio della medicina.
Nel mondo romano, invece, l'idea di estrarre il feto dall'addome di una donna incinta, morta prima del parto, nacque con la lex regia di Numa Pompilio. Intanto la Chiesa nominò patrona delle partorienti Margherita di Antiochia, vissuta nel III secolo d.C. Secondo la tradizione, dopo essere stata condannata a morte a causa della sua fede cristiana, alla donna apparve il demonio sotto forma di drago, che la inghiottì viva. Tuttavia, la santa sconfisse il mostro squarciandogli il ventre con una croce, liberandosi con una sorta di taglio cesareo dall'interno.
Soltanto nel tardo Medioevo il taglio cesareo cominciò ad esser visto come un atto operatorio sul corpo femminile. San Tommaso, nella sua Summa Theologiae, scrive che l'incisione del ventre post-mortem è un dovere religioso del buon cristiano. La pratica fu resa obbligatoria nella sua diocesi da Carlo Borromeo nel 1582 e poi estesa a tutto il mondo cattolico dal papa Paolo V nel 1614. In questo periodo due figure emergevano per il significato comune delle loro opere: il sacerdote che dava la vita eterna con il battesimo e la levatrice che dava la vita materiale con l'operazione di taglio cesareo.
Fu il chirurgo François Rousset a introdurre il termine "cesareo" nella sua accezione moderna e a scrivere di questo nel suo trattato, giustamente considerato come una sorta di atto di fondazione di tale pratica. Rousset intendeva promuovere la tecnica del taglio cesareo anche sulla donna viva, nel caso in cui il parto per via naturale fosse impedito. La tecnica chirurgica da lui descritta sarà fonte di ispirazione dei chirurghi ostetrici fino alla seconda metà dell'Ottocento. La donna era incisa sull'addome a sinistra lungo la linea paramediana, poi si passava alla sezione dell'utero sostenendolo con una mano. Infine l'organo era ricollocato nella sua posizione senza ricucirlo, mentre si suturava la parete addominale.
Nonostante i drammi che il parto cesareo portava con sé, l’intervento su donna viva non tardò ad espandersi in tutta Europa tra la fine del Settecento e l’Ottocento. La mortalità materna globale arrivò al picco ed a quel punto era ben chiaro che la pericolosità del parto cesareo non facesse distinzioni, perciò i chirurghi cominciarono ad evitare i rischi di tale pratica.
Un uomo in particolare si ribellò all’opinione comune sull’intervento di taglio cesareo, Edoardo Porro, primario ostetrico dell’ospedale San Matteo di Pavia. In una pubblicazione del 1876, Risultati apparenti e risultati veri sul parto precoce artificiale, Porro affermava: «Nel caso in cui uno dei due individui deve quasi sicuramente andar perduto, bisogna preferire la vita della madre a quella del bambino»; o ancora: «Perché lasciare evolvere la gestazione fino al punto da non poter evitare l’operazione più grave che la chirurgia possa istituire?».
Il mistero che bisognava risolvere era il paradossale contrasto tra l’elevata mortalità del taglio cesareo e risultati positivi della ginecologia laparotomica. Porro iniziò a delineare una risposta quando capì che era l’utero lasciato in sede l’origine delle tragiche conseguenze del parto cesareo. Esso, infatti, diventava una porta d’ingresso per i batteri e fonte di manifestazioni emorragiche, per cui propose di rimuoverlo subito dopo aver effettuato l’intervento.
Il caso decisivo che permise a Porro di dimostrare pienamente le sue abilità fu quello di Giulia Cavallini, una donna affetta da rachitismo e con bacino deformato, per cui la gravidanza avrebbe sicuramente avuto un esito fatale. L’intervento riuscì e, passati alcuni giorni, la donna si riprese completamente e poté finalmente abbracciare la figlia. Per la prima volta era stato dimostrato che il parto cesareo non era più un terno al lotto ma il risultato del ragionamento che aveva portato ad un progetto pianificato di intervento e alla sua attuazione.
Il nuovo approccio al taglio cesareo ebbe risonanza immediata e creò una nuova fiducia nelle possibilità dell’operazione tanto che, ad oggi, la pratica viene svolta piuttosto frequentemente e talvolta sono le stesse donne a richiederla.

### Il Novecento

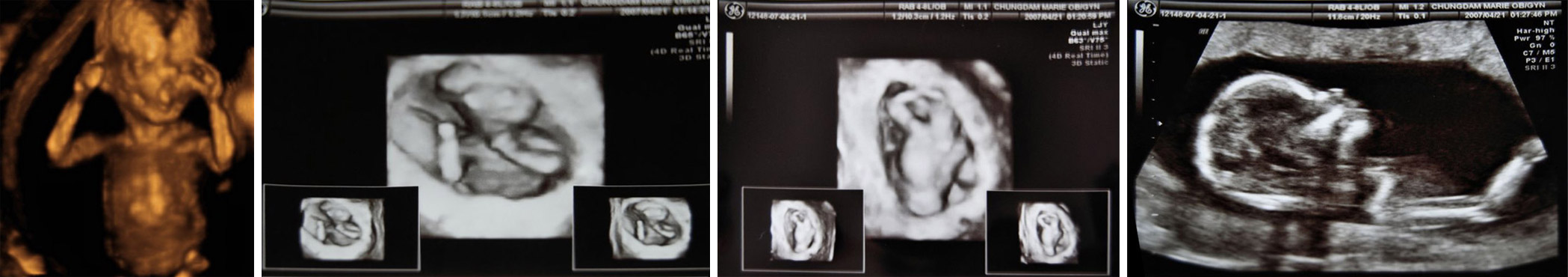
Un esempio di ecografia, in 3D e 2D

Durante il Novecento ci fu un grande sviluppo della chirurgia ginecologica. La sicurezza data dagli antibiotici permise un impiego sempre più vasto del taglio cesareo, producendo una riduzione della mortalità prenatale. Alcuni metodi innovativi, come l’ecografia, diventarono lo strumento principale per esplorare lo sviluppo fetale e per evidenziare eventuali patologie a suo carico. Inoltre con la scoperta della sintesi dell’ossitocina e poi delle prostaglandine, si riuscirono a controllare i processi di induzione del parto e con la cardiotocografia si riuscì a monitorare lo stato di benessere fetale al termine della gravidanza e durante il travaglio.
Per comprendere al meglio i rapidi cambiamenti in ambito ostetrico avvenuti in questo periodo è utile distinguere tre fasi: "contemporanea", "post-moderna", e "della globalizzazione".
Nell’epoca "contemporanea" nascono i reparti di patologia neonatale e per prematuri; il ginecologo non è più colui che interviene esclusivamente per risolvere un’imprevista patologia o negli ultimi momenti della gravidanza, ma colui che comincia a seguire la madre fin dai primi momenti della gestazione. Nelle sale parto si osservano in maniera più rigorosa le norme igieniche, tanto che queste assumono l’aspetto di vere e proprie sale operatorie.

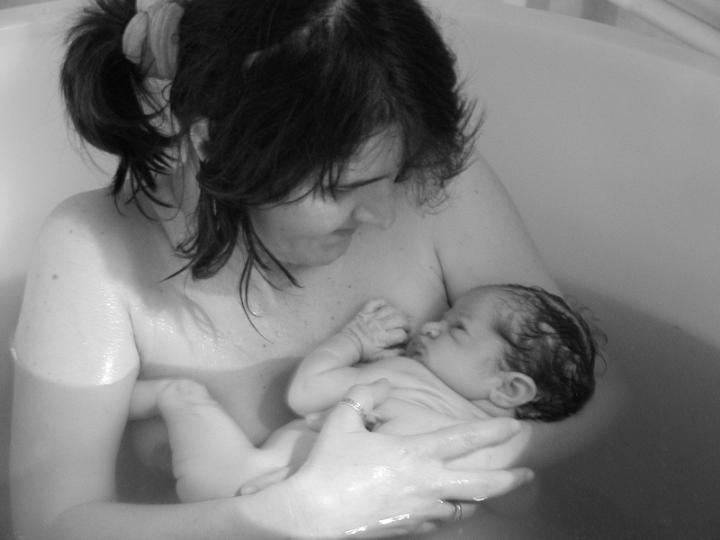
Parto in acqua

Nel periodo post-moderno, si tende a restituire al parto la sua naturalezza e spontaneità. A questo proposito, si introducono tecniche ritenute più rilassanti, quali il parto in acqua, l’uso di particolari sgabelli, seggiole e lettini.
Infine nel periodo della globalizzazione, si assiste a una netta separazione tra i Paesi più poveri, in cui la mortalità prenatale rappresenta un drammatico problema, e i Paesi più ricchi, in cui le donne vengono seguite con tutte le cure e attenzioni necessarie dai propri ginecologi. Inoltre, in questi anni l’ostetrica assume il ruolo di Capo Sala nei reparti di Ostetricia e Ginecologia, di puericultrice nel post-partum e puerperio e di strumentista nelle operazioni ostetriche e ginecologiche.

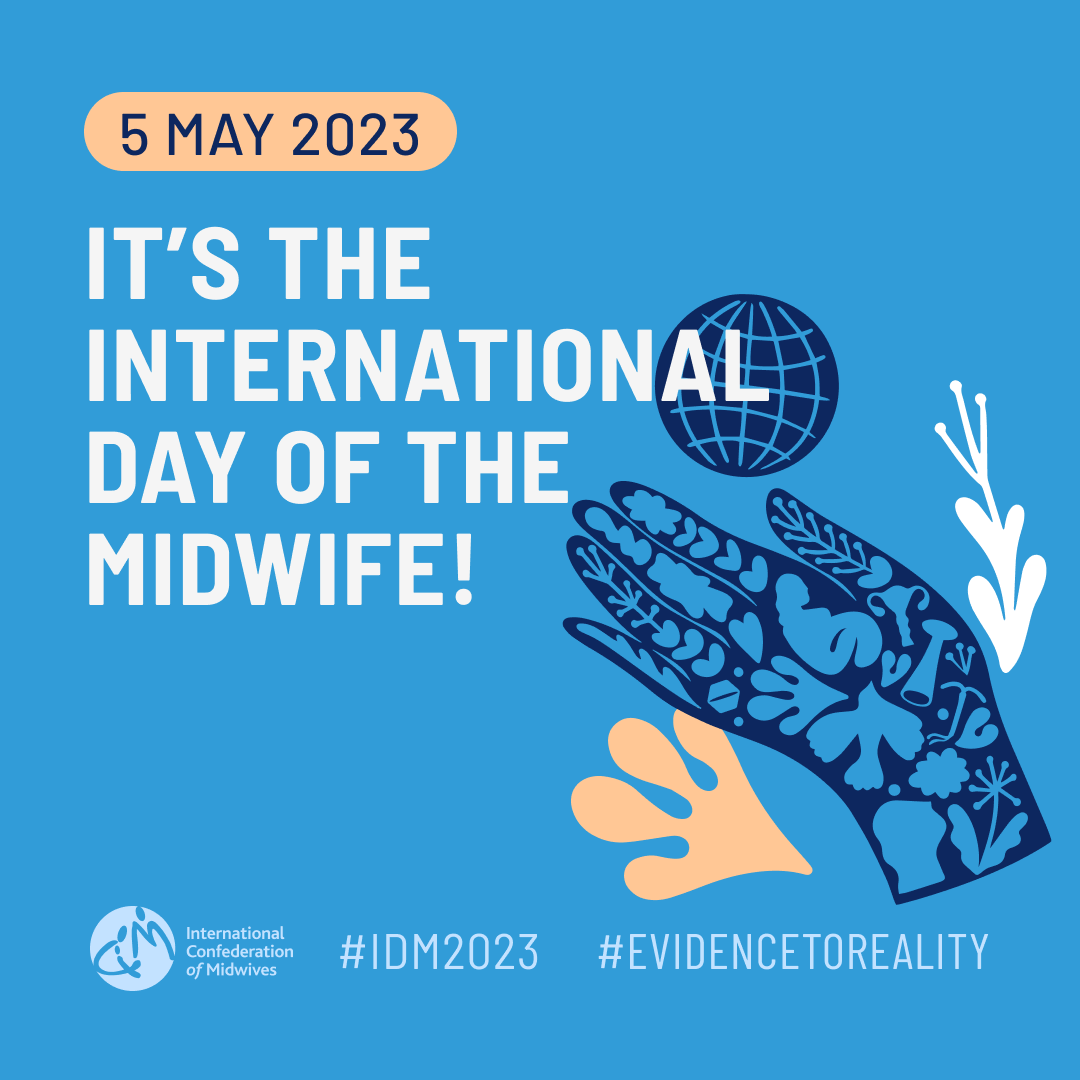
Manifesto della Giornata internazionale delle ostetriche, istituita nel 1991

Negli anni ’70-’80 nascono negli stati uniti gli "Alternative Birth Centers" (ABC), ovvero ospedali in cui si ricostruiscono stanze simili a quelle delle abitazioni, con lo scopo di offrire alla partoriente un ambiente più familiare e la possibilità di essere in compagnia del marito ed eventualmente degli altri figli.
Negli stessi anni si è diffusa nei Paesi occidentali la teoria del cosiddetto "parto dolce", proposta dal ginecologo francese Fredrick Leboyer. Essa si basa sul rendere meno traumatica l’esperienza della nascita, specialmente per il bambino. A tal proposito, egli suggerisce di utilizzare durante il parto luci soffuse, di ridurre i rumori e le stesse parole del personale assistente, prediligendo suoni delicati come quelli delle nenie orientali; il bambino viene dolcemente sollevato e appoggiato sul ventre scoperto della madre ancora legato al suo funicolo, dopo averlo però massaggiato finché ha cessato di piangere.
Un'altra teoria novecentesca è quella del parto "attivo" proposta da Janet Balaskas, fondatrice dell'Active Birth Movement. Ella ritiene che sia particolarmente importante cercare di assecondare i desideri della donna, per quanto riguarda l’atteggiamento e il comportamento da seguire durante la nascita del bambino, permettendole di effettuare il minimo sforzo muscolare. La Balaskas propone dunque alcuni esercizi da effettuare durante il parto per abbreviare la durata del travaglio e ridurre il dolore, concentrandosi sul calore e sul peso delle diverse parti del corpo.

### Oggi
Al giorno d’oggi è prassi ormai consolidata lasciare alla donna la libertà di scegliere posizioni e ritmi a lei più congeniali col fine di rendere il più piacevole, per quanto possibile, quel momento unico che è rappresentato dalla nascita del proprio figlio.